# Hội quán Quảng Triệu (Cần Thơ)

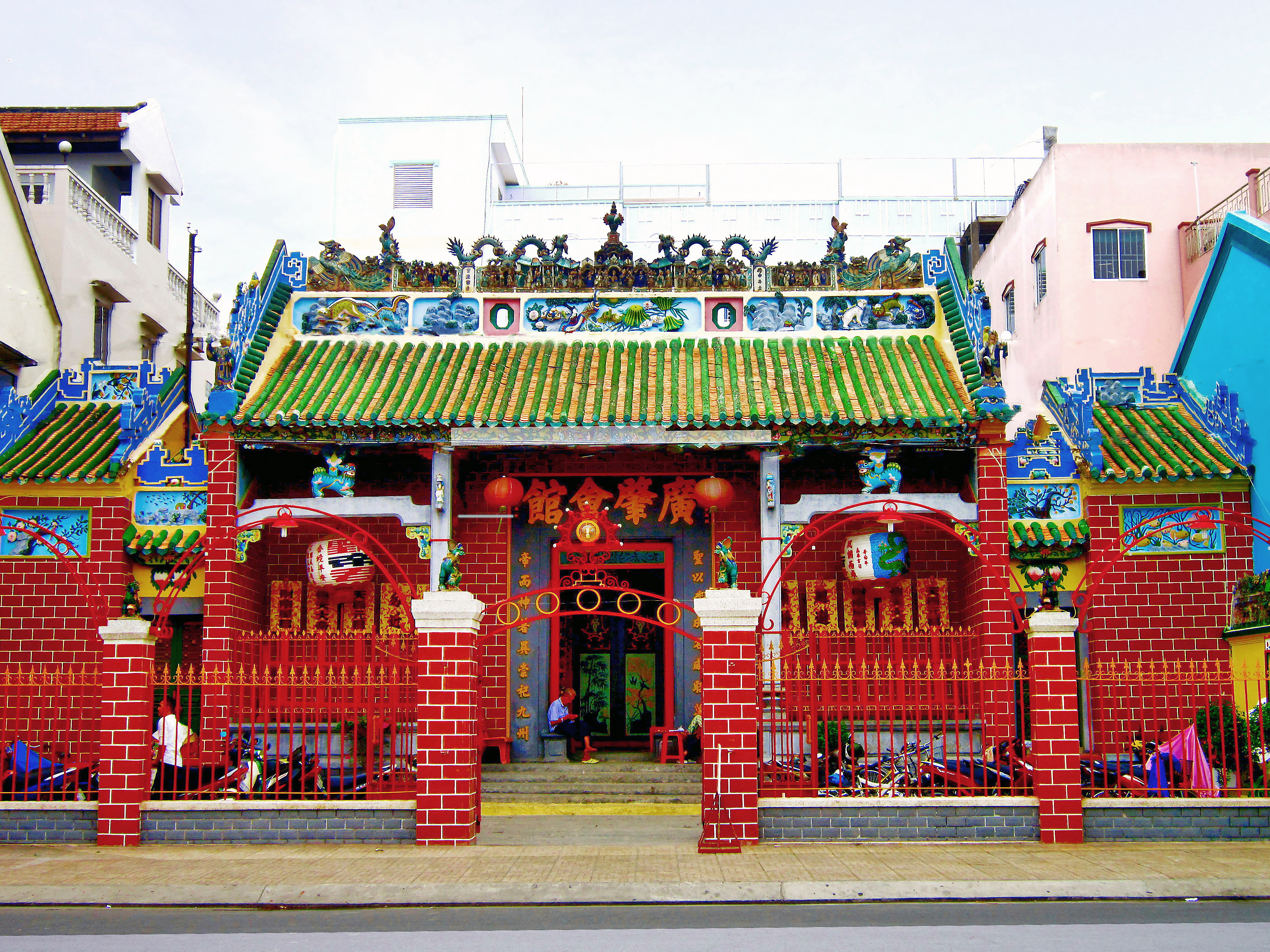
Chùa Ông (Quảng Triệu Hội Quán). Ảnh chụp năm 2013.

Quảng Triệu Hội Quán (chữ Hán: 廣肇會館), thường được gọi là Chùa Ông, là cơ sở tín ngưỡng tọa lạc tại số 32 đường Hai Bà Trưng, thuộc phường Tân An, quận Ninh Kiều, thành phố Cần Thơ, Việt Nam. Đây là một ngôi chùa của người Hoa gốc Quảng Đông tại Cần Thơ, và là một di tích lịch sử cấp quốc gia kể từ năm 1993.

## Tên gọi, nguồn gốc
Chùa có tên gốc theo chữ Hán là Quảng Triệu Hội Quán（廣肇會館). Tên gọi khác là chùa Minh Hương và chùa Ông.
Sở dĩ có tên Quảng Triệu Hội Quán（廣肇會館；广肇会馆） là vì chùa vốn là hội quán của một nhóm người Hoa Quảng Đông thuộc hai phủ Quảng Châu 廣州 và Triệu Khánh 肇慶 (đều thuộc tỉnh Quảng Đông 廣東, Trung Quốc) theo dòng di dân sang lưu trú ở đất Trấn Giang (tức Cần Thơ xưa) vào thế kỷ 17-18. Tuy nhiên, người dân vẫn quen gọi là Chùa Ông, vì ở chính điện thờ Quan Thánh Đế quân (tức Quan Công).
Chùa được khởi công xây dựng trên phần đất 532m2 vào năm 1894 (năm Quang Tự thứ 20, và là năm Thành Thái thứ 6), đến năm 1896 thì hoàn thành. Và cũng như một số ngôi chùa của người Hoa khác, Chùa Ông không nằm biệt lập mà nằm trong một khu dân cư đông đúc, ngay giữa trung tâm thành phố Cần Thơ, cạnh bến Ninh Kiều.

## Kiến trúc

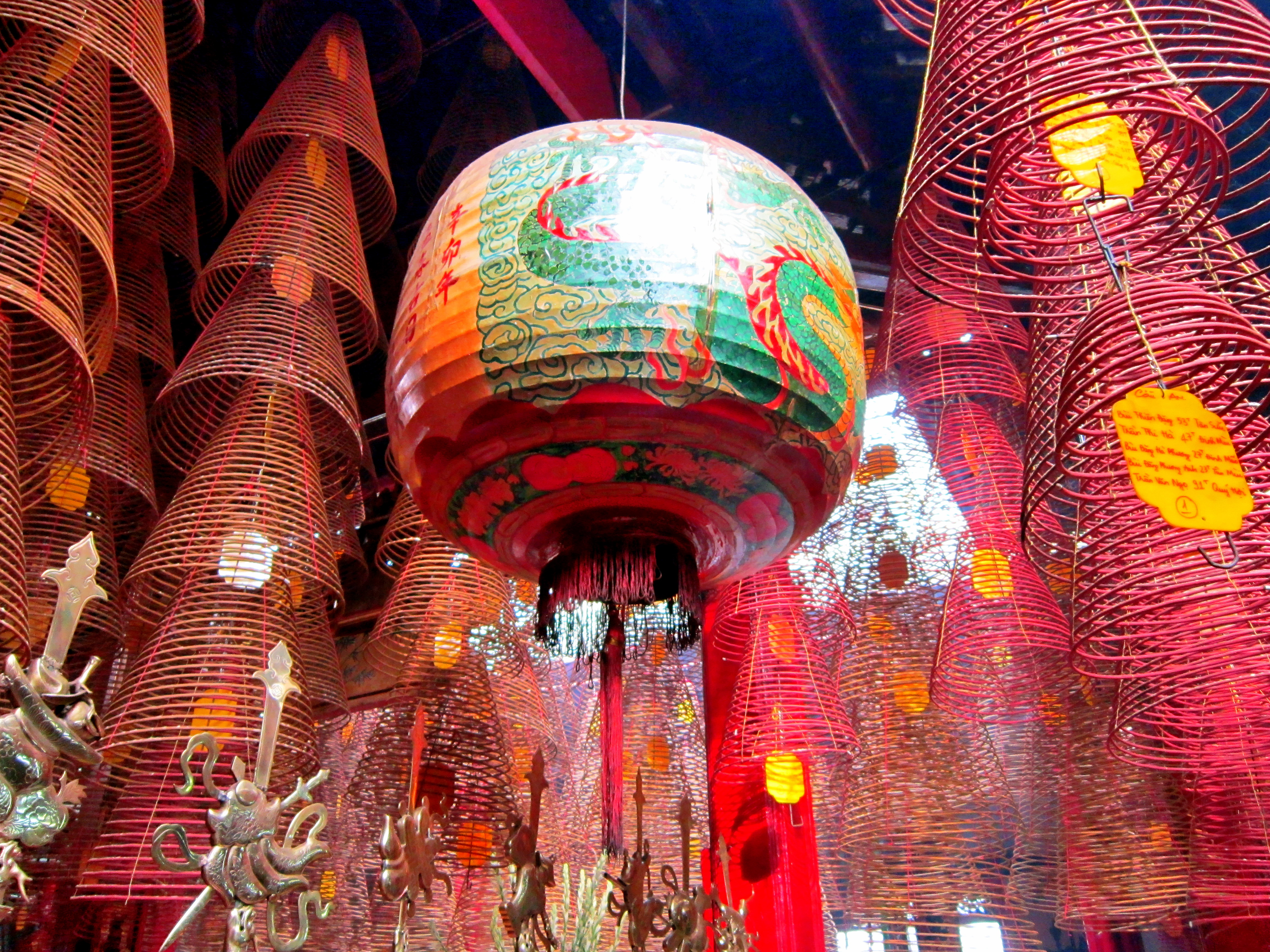
Đèn lồng, hương vòng và bộ binh khí ở khu vực sân thiên tỉnh

Từ khi xây dựng (1894) cho đến ngày nay, diện mạo của chùa Ông gần như không thay đổi. Toàn bộ kiến trúc chùa được xây dựng theo hình chữ Quốc (國)với các dãy nhà khép kín vuông góc với nhau, ở giữa chùa một khoảng không gian trống gọi là sân thiên tỉnh (giếng trời).
Cũng giống như nhiều ngôi chùa Hoa khác, Chùa Ông có màu sắc sặc sỡ, tươi vui; nhưng vẫn mang nét cổ kính . Mái chùa lợp ngói âm dương với các gờ bó mái nằng men xanh thẫm. Trên bờ nóc là những hình nhân, lưỡng long tranh châu, cá hóa long, chim phụng, v.v...bằng gốm sứ đủ màu. Ngoài ra, ở hai đầu đao còn có hai tượng người cầm mặt trời và mặt trăng (tượng trưng cho âm dương hòa hợp). Kết cấu vòm mái được nâng đỡ bởi 6 hàng cột gỗ tròn và vuông sơn đỏ, có chân đế bằng đá tảng nguyên khối, và một hệ thống vì kèo khá phức tạp. Và các đòn tay ở đây đều ở dạng gỗ tròn, được sơn phết cẩn thận.
Hầu hết vật liệu để cấu thành các chi tiết kiến trúc đều được đưa từ Quảng Đông sang như cột gỗ, đá làm trụ chân cột, liễn đối, kèo, đòn tay, chuông đồng, lư hương...và đều có ghi niên đại 1896 do các nhà hảo tâm đóng góp. Riêng các bao lam ở bàn thờ Quan Công thì được làm tại đường Thủy Binh (đường Đồng Khánh, thuộc Quận 5, Thành phố Hồ Chí Minh ngày nay). Bệ thờ, tượng Bồ Tát Quan Âm, ba bàn hương án trước bàn thờ Quan Công thì xây dựng vào năm 1974 bằng đá mài.
Chánh điện do ông La Ích Xe khởi công xây dựng vào khoảng giữa thế kỷ 19, Nhà khách do ông La Thành Cơ (con trai của La Ích Xe) xây dựng vào cuối thế kỷ ấy. Và khu nhà khói (nhà bếp) do Dương Lập Cang xây dựng vào năm 1931. Tuy việc dựng chùa trải qua ba thời kỳ với ba kiểu kiến trúc có ít nhiều dị biệt; nhưng chúng lại rất hài hòa với nhau, tạo thành một quần thể kiến trúc mang phong cách chùa Hoa độc đáo . Lược kể một số chi tiết:
Cách lề đường vài mét là cổng và hàng rào với các trụ cột tô đá rửa nối với nhau bằng những song sắt. Trên đầu hai trụ cột chính được trang trí đôi lân, ở các cột khác là hình nhân và cá hóa long. Tất cả đều bằng sành sứ nhiều màu.
Bước qua khoảng sân hẹp, là tiền điện. Ở giữa gian có đặt một bức bình phong chạm trổ. Trên hai cửa ra vào có bảng đại tự "Quảng Triệu Hội Quán".
Tiếp nối tiền điện là sân thiên tỉnh. Đây là một đặc điểm tiêu biểu của chùa Hoa . Tùy theo từng chùa mà có lợp mái hay không, riêng ở đây có lợp mái bằng ngói âm dương. Trên vòm mái treo một báo ghi môn và bảng đại tự "Hiệp Lực Đồng" (協力同). Bộ vì kèo của mái làm theo kiểu chồng rường gối mộng lên nhau qua những con bọ được chạm khắc tinh vi, và chung quanh mái được thiết kế di động để điều chỉnh ánh sáng thiên nhiên.
Chánh điện là gian quan trọng nhất của chùa. Vì kèo ở đây được làm theo kiểu trồng rường, gồm những xà ngang gối mộng lên nhau. Điểm nổi bật nhất ở đây là phù điêu gần như hiện diện ở khắp nơi, từ các bao lam, hoành phi, liễn đối, xà ngang...Bằng nghệ thuật chạm nổi với nội dung vô cùng phong phú được rút ra từ các huyền thoại, lịch sử Trung Quốc; hoặc ở kỹ thuật chạm chìm những đề tài: mai, lan, cúc, trúc, rồng, phụng, cá hóa long (rồng), bông lúa, v.v...Ngoài ra, ở đây còn có các kiểu chữ "triện", "thảo" được chạm khắc trên các hoành phi, liễn đối, lư, chuông đồng...Tất cả đã thể hiện được tài năng chạm khắc và nghệ thuật thư pháp của các nghệ nhân lúc bấy giờ.

## Thờ phụng

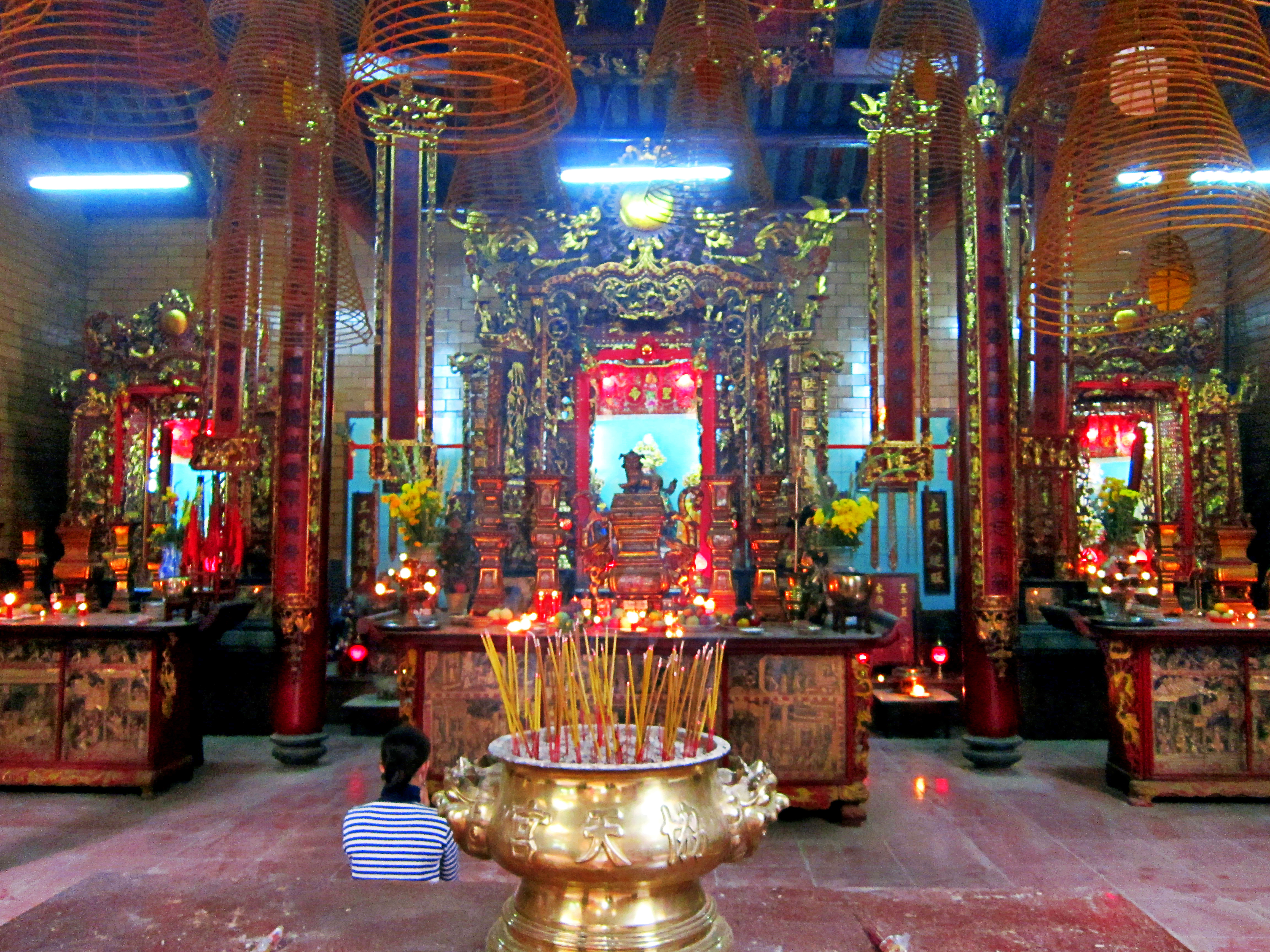
Trong chính điện Chùa Ông

Tiền điện: thờ Mã Tiền tướng quân và ngựa xích thố (bên trái) và Phúc Đức Chính Thần (còn gọi là Ông Bổn, thờ bên phải).
Sân thiên tỉnh: trong sân đặt hai bộ binh khí (bát bửu), chậu kiểng và bàn hương án. Ngoài ra, ở đây còn treo một số đèn lồng, và rất nhiều hương vòng do người dân đem đến dâng cúng.
Chính điện: Ở giữa thờ Quan Thánh Đế quân, bên trái thờ Đỗng Vĩnh trạng nguyên và Tài Bạch tinh quân (còn gọi là Thần Tài), bên phải thờ Thiên Hậu Thánh mẫu. Ngoài ra, trong chùa ông còn có gian thờ Bồ Tát Quan Âm.
Các tượng thờ trong chùa được làm bằng những chất liệu khác nhau: gỗ, thạch cao,...
Chùa Ông có nhiều lễ hội trong năm, nhưng tiêu biểu nhất là ngày vía (ngày sinh) Quan Thánh Đế Quân được tổ chức vào ngày 24 tháng 6 (âm lịch) và ngày vía Thiên Hậu Thánh mẫu được tổ chức vào ngày 23 tháng 3 (âm lịch)…

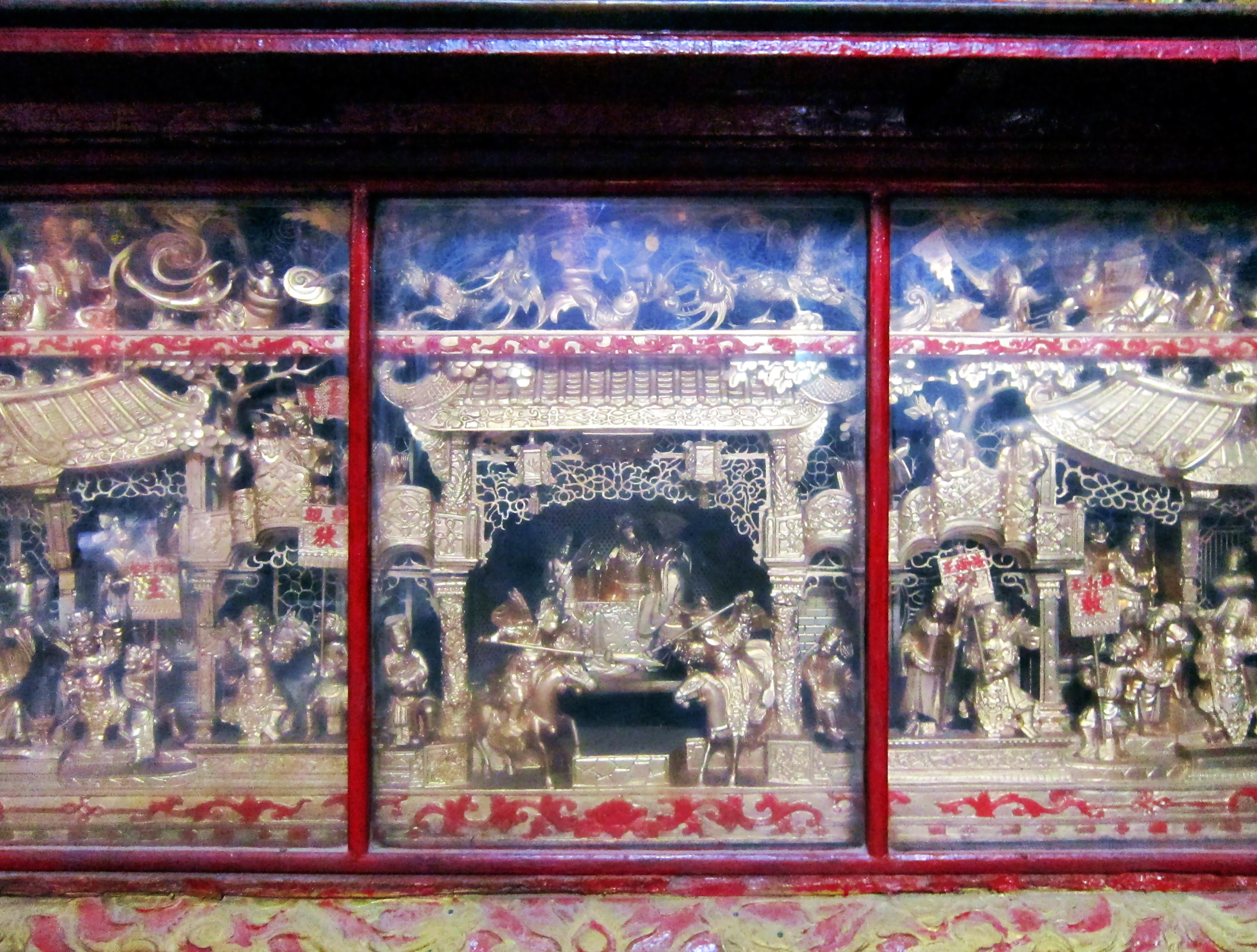
Một trong số phù điêu gỗ trong chính điện

Bên cạnh các giá trị về mỹ thuật, Chùa Ông còn có ý nghĩa về mặt lịch sử. Trong cuộc chiến tranh trước năm 1975, đây là nơi đùm bọc và chở che cho những cán bộ cách mạng hoạt động trong nội thành.
Với những giá trị về lịch sử và nghệ thuật như thế, ngày 21 tháng 6 năm 1993, Chùa Ông đã được công nhận là "Di tích quốc gia".

## Hình ảnh

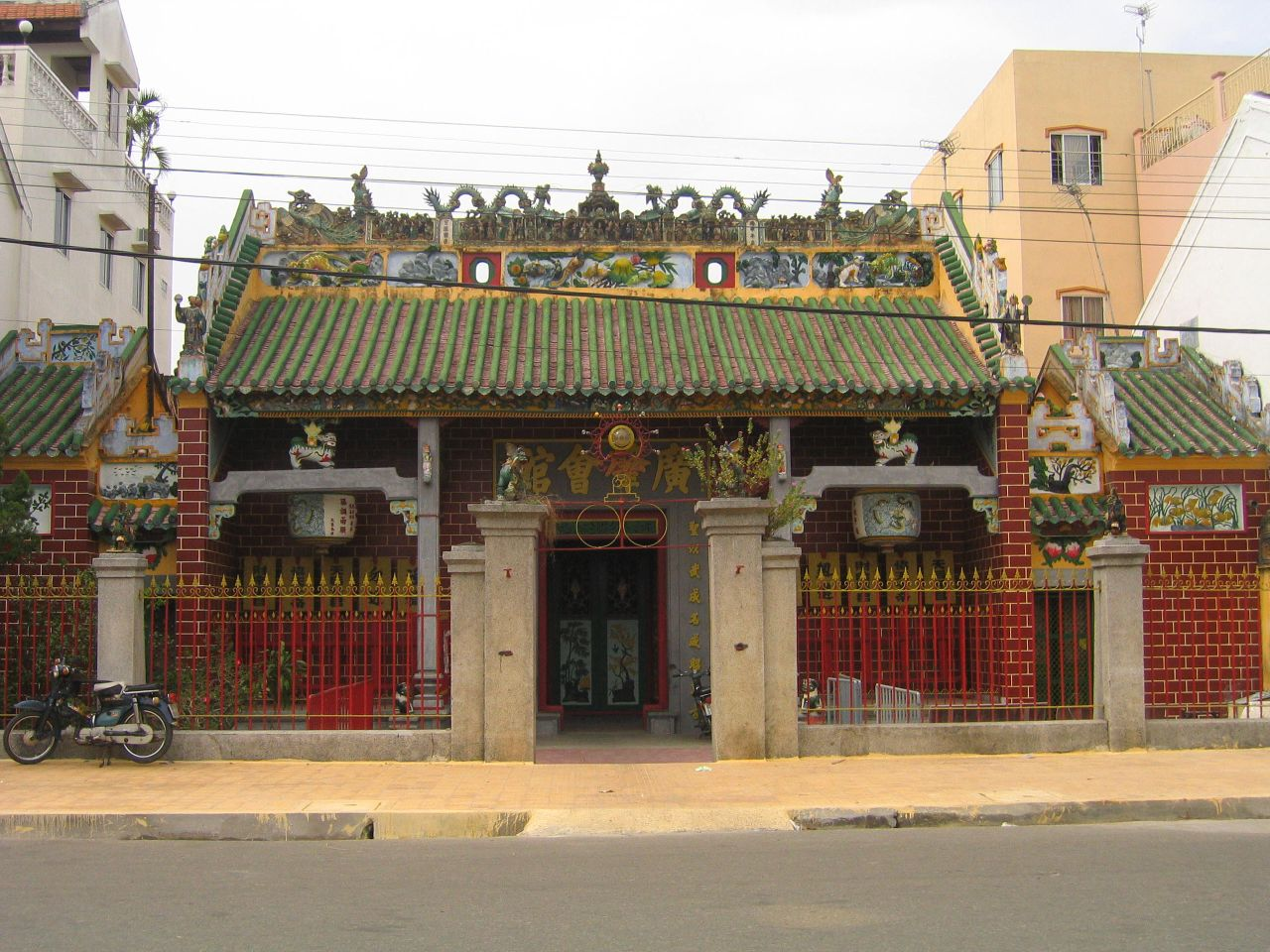
Chùa Ông (Cần Thơ), tên chữ Quảng - Triệu hội quán (廣肇會館). Ảnh chụp năm 2003.